# Moretti (station balnéaire)
Moretti est une station balnéaire située à l'ouest d'Alger, dans la commune de Staoueli, en Algérie.

## Histoire
La station balnéaire porte le nom de Michel Moretti, arrivé de Corse en 1850 à la suite de la conquête française de l'Algérie. Il y avait acquis des terrains. Sa descendance y construisit des villas et un hôtel.
Dans les années 1990, reliée au Club des Pins, Moretti devient une résidence d'État  sécurisée. Les responsables de l’appareil de l’État algérien, de l'armée algérienne, du gouvernement, parlementaires, membres de la justice ou encore hommes d’affaires peuvent y résider.
Dès son élection en 2019, le président Abdelmadjid Tebboune décide d'ouvrir les plages de Moretti au public. Les entrées de la résidence sont controlées par la Gendarmerie nationale.

## Monuments
- Hôtel Minzah, construit par Fernand Pouillon en 1966.